# Campionati del mondo di atletica leggera indoor 1995 - Salto con l'asta
La gara del salto con l'asta maschile dei campionati del mondo di atletica leggera indoor 1995 si è svolta tra il 10 e l'11 marzo.

## Risultati
Gli atleti che superano la misura di 5,65 m (Q) o si trovano nelle prime 12 posizioni in classifica (q) vanno in finale.

### Qualificazioni
Venerdì 10 marzo 1995, ore 12:00.

#### Gruppo A
| Pos. | Nome                  | Nazionalità | 5,30 | 5,40 | 5,50 | 5,60 | 5,65 | Misura | Note             |
| ---- | --------------------- | ----------- | ---- | ---- | ---- | ---- | ---- | ------ | ---------------- |
| 1    | Christos Pallakis     | Grecia      | o    | o    | o    | -    | o    | 5,65 m | Q,               |
| 2    | Petri Peltoniemi      | Finlandia   | -    | o    | -    | o    | xxx  | 5,60 m | q,               |
| 2    | Javier García         | Spagna      | -    | o    | -    | o    | xxx  | 5,60 m | q                |
| 4    | Danny Krasnov         | Israele     | -    | -    | xo   | o    | xxx  | 5,60 m |                  |
| 5    | Dmitriy Markov        | Bielorussia | o    | -    | xxo  | xxo  | xxx  | 5,60 m | Record nazionale |
| 5    | Nuno Fernandes        | Portogallo  | o    | -    | xxo  | xxo  | xxx  | 5,60 m | Record nazionale |
| 7    | Alain Andji           | Francia     | o    | -    | xxx  |      |      | 5,30 m |                  |
| 8    | Domitien Mestre       | Belgio      | xo   | -    | xxx  | -    | -    | 5,30 m |                  |
| 8    | Jean-Michel Godard    | Francia     | xo   | -    | xxx  | -    | -    | 5,30 m |                  |
| 10   | Krzysztof Kusiak      | Polonia     | xxo  | xxx  |      |      |      | 5,30 m |                  |
| 10   | Konstantinos Tsatalos | Grecia      | xxo  | xxx  |      |      |      | 5,30 m |                  |
| -    | Gianni Iapichino      | Italia      | xxx  | -    | -    |      |      | nm     |                  |
| -    | Trond Barthel         | Norvegia    | xxx  | -    | -    |      |      | nm     |                  |

#### Gruppo B
| Pos. | Nome               | Nazionalità | 5,30 | 5,40 | 5,50 | 5,60 | 5,65 | Misura | Note |
| ---- | ------------------ | ----------- | ---- | ---- | ---- | ---- | ---- | ------ | ---- |
| 1    | Patrik Stenlund    | Svezia      | -    | o    | -    | o    | o    | 5,65 m | Q    |
| 1    | Sergey Bubka       | Ucraina     | -    | -    | -    | -    | o    | 5,65 m | Q    |
| 3    | Nick Hysong        | Stati Uniti | -    | -    | xo   | o    | o    | 5,65 m | Q    |
| 3    | Okkert Brits       | Sudafrica   | -    | -    | xo   | -    | o    | 5,65 m | Q    |
| 3    | Igor Potapovič     | Kazakistan  | -    | -    | x    | -    | o    | 5,65 m | Q    |
| 6    | José Manuel Arcos  | Spagna      | o    | -    | o    | xxo  | o    | 5,65 m | Q    |
| 7    | Maksim Tarasov     | Russia      | -    | -    | -    | -    | xo   | 5,65 m | Q    |
| 8    | Andrej Tiwontschik | Germania    | -    | -    | xo   | -    | xo   | 5,65 m | Q    |
| 9    | Tim Bright         | Stati Uniti | -    | -    | xo   | xo   | xo   | 5,65 m | Q    |
| 10   | Valeri Bukrejev    | Estonia     | -    | -    | o    | -    | xxo  | 5,65 m | Q,   |
| 11   | István Bagyula     | Ungheria    | xo   | -    | o    | xxo  | xxx  | 5,60 m |      |
| 12   | Tim Lobinger       | Germania    | o    | o    | xo   | xxx  |      | 5,50 m |      |
| 13   | Martin Voss        | Danimarca   | -    | xxo  | xxo  | xxx  |      | 5,50 m |      |
| 14   | Vadim Strogalyov   | Russia      | o    |      | xxx  |      |      | 5,30 m |      |
| 15   | Jan Netscher       | Rep. Ceca   | xxo  | xxx  |      |      |      | 5,30 m |      |
| -    | Peter Widén        | Svezia      | -    | xxx  |      |      |      | nm     |      |

### Finale
| Record mondiale       | Sergey Bubka | 6,15 m | Donetsk  | 21 febbraio 1993 |
| Record dei Campionati | Sergey Bubka | 6,00 m | Siviglia | 9 marzo 1991     |
| Capolista stagionale  | Sergey Bubka | 6,00 m | Liévin   | 2 febbraio 1995  |

La finale diretta si è tenuta l'11 marzo 1995 alle ore 16:30.
| Pos. | Nome               | Nazionalità | 5,40 | 5,50 | 5,60 | 5,70 | 5,75 | 5,80 | 5,85 | 5,90 | 6,05 | Misura |
| ---- | ------------------ | ----------- | ---- | ---- | ---- | ---- | ---- | ---- | ---- | ---- | ---- | ------ |
|      | Sergey Bubka       | Ucraina     | -    | -    | -    | o    | -    | -    | -    | xo   | xxx  | 5,90 m |
|      | Igor Potapovič     | Kazakistan  | -    | -    | xxo  | -    | -    | xo   | xx   | x    |      | 5,80 m |
|      | Okkert Brits       | Sudafrica   | -    | -    | o    | -    | xo   | -    | xxx  |      |      | 5,75 m |
|      | Andrej Tiwontschik | Germania    | -    | -    | o    | -    | xo   | -    | xxx  |      |      | 5,75 m |
| 5    | Nick Hysong        | Stati Uniti | -    | o    | o    | o    | -    | xxx  |      |      |      | 5,70 m |
| 5    | José Manuel Arcos  | Spagna      | o    | -    | o    | o    | xxx  |      |      |      |      | 5,70 m |
| 7    | Javier García      | Spagna      | o    | -    | xo   | xxx  |      |      |      |      |      | 5,60 m |
| 7    | Maksim Tarasov     | Russia      | -    | -    | xo   | -    | -    | xxx  |      |      |      | 5,60 m |
| 9    | Christos Pallakis  | Grecia      | xo   | o    | xo   | xxx  |      |      |      |      |      | 5,60 m |
| 10   | Petri Peltoniemi   | Finlandia   | -    | o    | -    | xxx  |      |      |      |      |      | 5,50 m |
| 10   | Patrik Stenlund    | Svezia      | -    | o    | -    | xxx  |      |      |      |      |      | 5,50 m |
| -    | Tim Bright         | Stati Uniti | -    | -    | xxx  |      |      |      |      |      |      | nm     |
| -    | Valeri Bukrejev    | Estonia     | -    | -    | xxx  |      |      |      |      |      |      | nm     |

### Classifica finale
Sabato 11 marzo 1995
| Pos.    | Atleta             | Età | Nazione     | Misura | Note                          |
| ------- | ------------------ | --- | ----------- | ------ | ----------------------------- |
| Oro     | Sergey Bubka       | 31  | Ucraina     | 5,90 m |                               |
| Argento | Igor Potapovič     | 27  | Rep. Ceca   | 5,80 m |                               |
| Bronzo  | Okkert Brits       | 21  | Sudafrica   | 5,75 m |                               |
| Bronzo  | Andrej Tiwontschik | 24  | Germania    | 5,75 m |                               |
| 5       | Nick Hysong        | 23  | Stati Uniti | 5,70 m |                               |
| 5       | José Manuel Arcos  | 22  | Spagna      | 5,70 m | Miglior prestazione personale |
| 7       | Javier García      | 28  | Spagna      | 5,60 m |                               |
| 7       | Maksim Tarasov     | 24  | Russia      | 5,60 m |                               |
| 9       | Christos Pallakis  | 23  | Grecia      | 5,60 m |                               |
| 10      | Petri Peltoniemi   | 25  | Finlandia   | 5,50 m |                               |
| 10      | Patrik Stenlund    | 26  | Svezia      | 5,50 m |                               |
| -       | Tim Bright         | 34  | Stati Uniti | nm     |                               |
| -       | Valeri Bukrejev    | 30  | Finlandia   | nm     |                               |